# Kitagawa Koya
Kitagawa Koya (北川 航也 Kitagawa Kōya, sinh ngày 26 tháng 7 năm 1996 ở Shizuoka City) là một cầu thủ bóng đá người Nhật Bản thi đấu cho SK Rapid Wien.

## Thống kê câu lạc bộ
Cập nhật đến ngày 23 tháng 2 năm 2018.
| Thành tích câu lạc bộ | Thành tích câu lạc bộ | Thành tích câu lạc bộ | Giải vô địch | Giải vô địch | Cúp                   | Cúp                   | Cúp Liên đoàn | Cúp Liên đoàn | Tổng cộng | Tổng cộng |
| Mùa giải              | Câu lạc bộ            | Giải vô địch          | Số trận      | Bàn thắng    | Số trận               | Bàn thắng             | Số trận       | Bàn thắng     | Số trận   | Bàn thắng |
| Nhật Bản              | Nhật Bản              | Nhật Bản              | Giải vô địch | Giải vô địch | Cúp Hoàng đế Nhật Bản | Cúp Hoàng đế Nhật Bản | Cúp Liên đoàn | Cúp Liên đoàn | Tổng cộng | Tổng cộng |
| --------------------- | --------------------- | --------------------- | ------------ | ------------ | --------------------- | --------------------- | ------------- | ------------- | --------- | --------- |
| 2015                  | Shimizu S-Pulse       | J1 League             | 7            | 1            | 1                     | 0                     | 5             | 1             | 13        | 2         |
| 2016                  | Shimizu S-Pulse       | J2 League             | 30           | 9            | 4                     | 0                     | –             | –             | 34        | 9         |
| 2017                  | Shimizu S-Pulse       | J1 League             | 26           | 5            | 2                     | 0                     | 4             | 2             | 32        | 7         |
| Tổng cộng sự nghiệp   | Tổng cộng sự nghiệp   | Tổng cộng sự nghiệp   | 63           | 15           | 7                     | 0                     | 9             | 3             | 79        | 18        |